# عيسى الأحسائي
عيسى الأحسائي (1945 -20 فبراير 1983)، مغني وملحن سعودي، ومن مؤدي الأغنية الشعبية في السعودية. ولد في محافظة الأحساء شرق السعودية. عُرف بـ (فتى الشرقية)، عُرفت أغانيه في الكويت والعراق وباقي دول الخليج العربي. استمر نشاطه الفني لمدة 25 عاماً، أصدر خلالها 400 شريط كاسيت و200 أسطوانة. توفي عام 1983 إثر هبوط في الدورة الدموية.

## سيرته
تعود أصوله إلى منطقة الأحساء في السعودية، ونشأ بها، وبدأ خلال ثورة الفن في السعودية مطلع الستينيات، وترك إرثاً فنياً وجمهوراً كبيراً.
كان لا يقرأ ولا يكتب، لكنه تعلم العزف على العود في سن مبكرة.. وكان يلقب بالحنجرة الذهبية، [بحاجة لمصدر]حتى أجاد وأتقن جميع الألوان الغنائية مستغلاً عذوبة في صوته وقدرة على تقليد اللهجات ومهارات العزف.
كما تمتع بالقدرة على التنويع في الألحان بحيث يؤدي الأغنية بأكثر من لحن، وكان أيضاً مؤدي مواويل وخصوصا ما يسمى بالزهيريات.
كان يمتلك مثال سيارته الشيفروليه التي تفاخر بها عندما قال:
محلى الشفر محلاه ومن ورده مشكور.. مشكور من فكر وجاب امتيازاته
وذلك في الكويت في نهاية السبعينات الميلادية مع رفيقة الشاعر علي القحطاني، الذي يزوره دائما عندما يتواجد في الكويت بعد عناء السفر ونقل حمولة من الشرقية إلى الكويت ثم يعود أدراجه بحمولة أخرى إلى الشرقية عبر الشاحنة الصغيرة الشفر، وغالباً ما ينتظر مع أصحابه في برحة القزاز بالكويت، وكان يستغل فتره جلب الزبائن من مكتب التحميل للجلوس مع القحطاني وتسجيل الأغاني، في تسجيلات الشاعر علي القحطاني منها: أغنية فوق بحر الهوى.
وذكر سمير الضامر في كتابه «البشتخته» بأن عيسى الأحسائي رفع سقف الأغنية لتخرج من الحب العذري إلى قصص شعرية تحكي المغامرات والملاحقات والحورات مع جنس المرأة، مما خلق أدباً جديداً في الثقافة الفنية بأبعادها ومضامينها الاجتماعية والثقافية.

## وفاته
شهد يوم الاثنين الموافق 8 جمادى الأولى 1403هـ رحيل عيسى الاحسائي نتيجة هبوط حاد في الدورة الدموية والتنفسية اللتين توقفتا عن العمل ثم نقل جثمانه إلى الاحساء مسقط رأسه.

## أعماله
| الأغنية                   | الشاعر               | الملحن        | ملاحظات |       |
| هبت رياح الصيف وتغير الجو | علي بن محمد القحطاني | عيسى الاحسائي | [ 7 ]   |       |
| يا سيدي بالحال رد النظر   | محمد بن سعد الجنوبي  |               |         |       |
| يا وردة نورت بين الورود   | محمد بن سعد الجنوبي  |               |         |       |
| حسبي على سايق الستين      | محمد بن سعد الجنوبي  |               |         |       |
| يا رسالة عزيزة            | علي بن محمد القحطاني |               |         |       |
| دلّعوك أهلك وتوّك صغير      | علي بن محمد القحطاني |               |         |       |
| زمانك لوصفا لك يوم        | علي بن محمد القحطاني |               |         | [ 8 ] |